# Rhyacophila balosa
Rhyacophila balosa là một loài Trichoptera trong họ Rhyacophilidae. Chúng phân bố ở miền Tân bắc.